# ヴェクター・ローンチ
ヴェクター・ローンチ (Vector Launch Inc) は、アメリカ合衆国アリゾナ州ツーソンを拠点とする航空宇宙企業。
2016年にヴェクター・スペースシステムズ (Vector Space Systems) の名称で設立。小型ロケットのVector-RとVector-Hを開発する。2019年12月に連邦倒産法第11章の適用を受け破産した。2020年11月現在、新しい出資者の元再建が図られている

## ロケット

### Vector-R
Vector-R (Vector Rapid) は2段式の小型ロケット。推進剤はプロピレンと液体酸素の組み合わせで2017年に弾道飛行実験をした。1段目をパラシュートで回収して年100回の打ち上げが可能とされる。
- 全高: 12m
- 直径: 1.2m（1段目）
- 総質量: 5000kg
- ペイロード重量: 60kg（低軌道）、26kg（太陽同期軌道）
- 打ち上げ回数: 3回（いずれも弾道飛行）

### Vector-H
Vector-H (Vector Heavy) は2段式の小型ロケット。Vector-Rより大型化されている。1段目をパラシュートで回収して年25回程度の打ち上げが可能とされる。
- 全高: 19.5m
- 直径: 1.2m（1段目）
- 総質量: 11,910 kg
- ペイロード重量: 290 kg（低軌道）、95 kg（太陽同期軌道）